# Campeonato de Suiza de Ciclismo Contrarreloj
Los Campeonatos de Suiza de Ciclismo Contrarreloj se organizan anualmente desde el año 1995 para determinar el campeón ciclista de Suiza de cada año, en la modalidad. No se disputó los años 1996, 1997, 1999 y 2003.
El título se otorga al vencedor de una única carrera, en la modalidad de Contrarreloj individual. El vencedor obtiene el derecho a portar un maillot con los colores de la bandera de Suiza hasta el campeonato del año siguiente, solamente cuando disputa pruebas Contrarreloj.
El primer ganador fue Roland Meier y el corredor que más veces se ha proclamado campeón es Fabian Cancellara, con diez victorias y seis de ellas consecutivas.
En 1970 se organizó una competición parecida al campeonato de Suiza de Ciclismo Contrarreloj, que fue ganada por Louis Pfenninger. Sin embargo esta victoria no tiene carácter oficial.

## Palmarés masculino

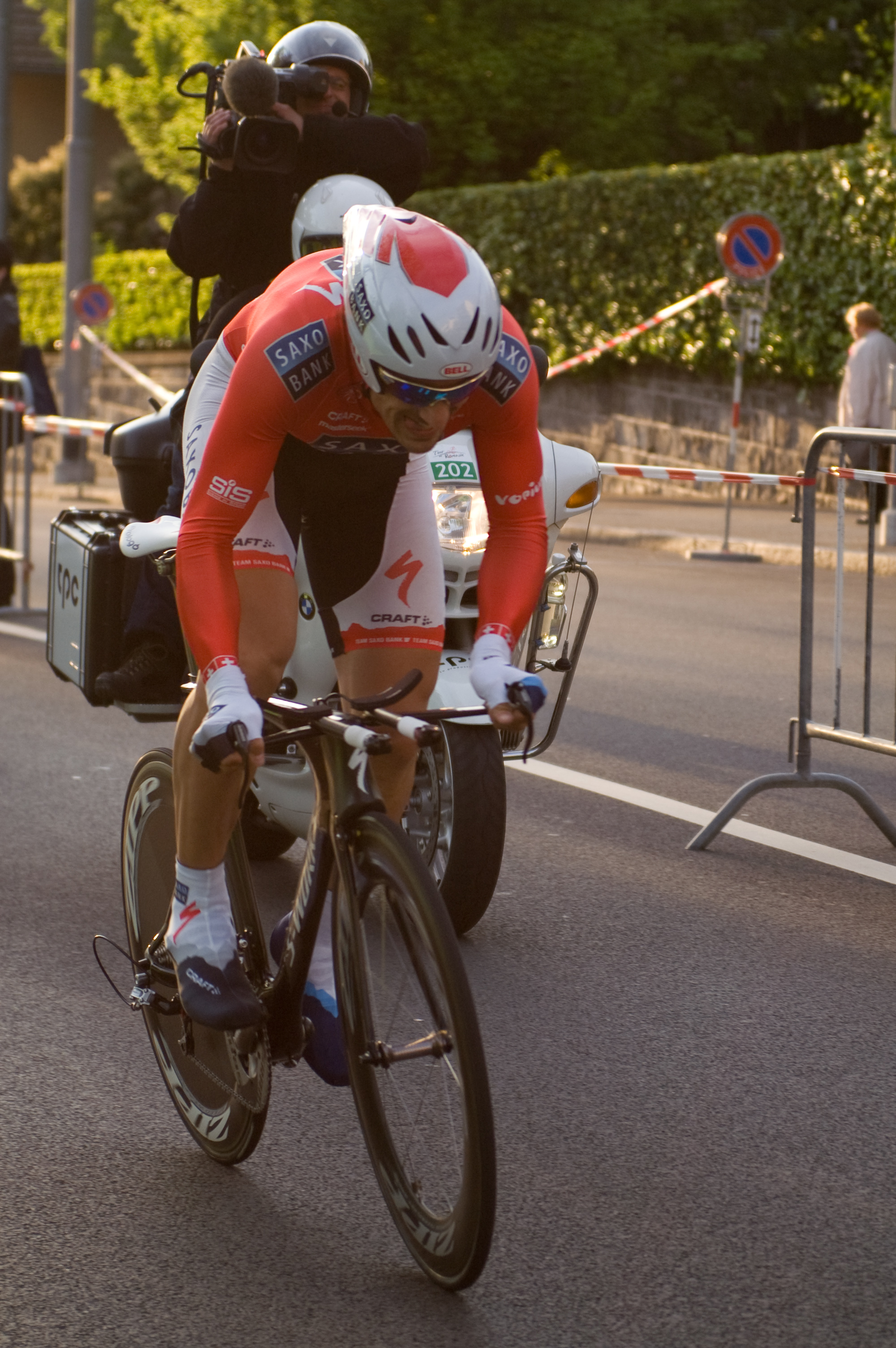
Fabian Cancellara, diez veces Campeón de Suiza en contrarreloj.

### Élite
| Año       | Ganador                | Segundo             | Tercero            |
| 1993      | Viktor Kunz            | Roland Meier        | Albert Hürlimann   |
| 1994      | Roman Jeker            | Beat Zberg          | Andreas Aeschbach  |
| 1995      | Roland Meier           | Philip Buschor      | Beat Meister       |
| 1996-1997 | No se organizó         | No se organizó      | No se organizó     |
| 1998      | Beat Zberg             | Bruno Boscardin     | Roland Meier       |
| 1999      | No se organizó         | No se organizó      | No se organizó     |
| 2000      | Patrick Calcagni       | Bruno Boscardin     | Jean Nuttli        |
| 2001      | Jean Nuttli            | Fabian Cancellara   | Rubens Bertogliati |
| 2002      | Fabian Cancellara      | Jean Nuttli         | Rubens Bertogliati |
| 2004      | Fabian Cancellara (2)  | Fabian Jeker        | Jean Nuttli        |
| 2005      | Fabian Cancellara (3)  | Martin Elmiger      | Fabian Jeker       |
| 2006      | Fabian Cancellara (4)  | Simon Sahärer       | Simon Zahner       |
| 2007      | Fabian Cancellara (5)  | Simon Zahner        | David Vitoria      |
| 2008      | Fabian Cancellara (6)  | Rubens Bertogliati  | Andreas Dietziker  |
| 2009      | Rubens Bertogliati     | Mathias Frank       | Joel Frey          |
| 2010      | Rubens Bertogliati (2) | Alexandre Aeschbach | Martin Elmiger     |
| 2011      | Martin Kohler          | Marcel Wyss         | Mathias Frank      |
| 2012      | Fabian Cancellara (7)  | Thomas Frei         | Martin Elmiger     |
| 2013      | Fabian Cancellara (8)  | Martin Elmiger      | Reto Hollenstein   |
| 2014      | Fabian Cancellara (9)  | Stefan Küng         | Silvan Dillier     |
| 2015      | Silvan Dillier         | Reto Hollenstein    | Steve Morabito     |
| 2016      | Fabian Cancellara (10) | Reto Hollenstein    | Simon Pellaud      |
| 2017      | Stefan Küng            | Silvan Dillier      | Théry Schir        |
| 2018      | Stefan Küng (2)        | Silvan Dillier      | Tom Bohli          |
| 2019      | Stefan Küng (3)        | Marc Hirschi        | Reto Hollenstein   |
| 2020      | Stefan Küng (4)        | Silvan Dillier      | Stefan Bissegger   |
| 2021      | Stefan Küng (5)        | Marc Hirschi        | Théry Schir        |
| 2022      | Joel Suter             | Mauro Schmid        | Tom Bohli          |
| 2023      | Stefan Bissegger       | Yannis Voisard      | Noah Bögli         |
| 2024      | Stefan Küng (6)        | Stefan Bissegger    | Jan Christen       |
| 2025      | Mauro Schmid           | Stefan Bissegger    | Yannis Voisard     |

### Sub-23
| Año       | Ganador           | Segundo            | Tercero             |
| 1998      | Milovan Stanic    | Sandro Güttinger   | Reto Lauper         |
| 1999      | No se organizó    | No se organizó     | No se organizó      |
| 2000      | Fabian Cancellara | Sandro Güttinger   | Franco Marvulli     |
| 2001-2003 | No se organizó    | No se organizó     | No se organizó      |
| 2004      | Andreas Dietziker | Simon Zahner       | Patrick Gassmann    |
| 2005      | Michael Schär     | Simon Zahner       | Simon Schärer       |
| 2006      | Michael Schär     | Thomas Frei        | Robert Odink        |
| 2007      | Mathias Frank     | Marcel Wyss        | Nicolas Schnyder    |
| 2008      | Marcel Wyss       | Nicolas Schnyder   | Dominique Stark     |
| 2009      | Nicolas Schnyder  | Sepp Freiburghaus  | Daniel Henggeller   |
| 2010      | Silvan Dillier    | Michael Hofstetter | Lorenzo Rossi       |
| 2011      | Silvan Dillier    | Lorenzo Rossi      | Grégory Hugentobler |
| 2012      | Silvan Dillier    | Patrick Schelling  | Gabriel Chavanne    |
| 2013      | Stefan Küng       | Théry Schir        | Gabriel Chavanne    |
| 2014      | Théry Schir       | Tom Bohli          | Fabian Lienhard     |
| 2015      | Théry Schir       | Tom Bohli          | Frank Pasche        |
| 2016      | Martin Schäppi    | Lukas Spengler     | Patrick Müller      |
| 2017      | Marc Hirschi      | Justin Paroz       | Reto Muller         |
| 2018      | Stefan Bissegger  | Gino Mäder         | Martin Schäppi      |
| 2019      | Stefan Bissegger  | Damian Lüscher     | Mauro Schmid        |
| 2020      | Alexandre Balmer  | Joel Suter         | Robin Froidevaux    |
| 2021      | Valère Thiébaud   | Alex Vogel         | Lars Heiniger       |

## Palmarés femenino
| Año  | Ganadora           | Segunda              | Tercera                  |
| 1993 | Barbara Erdin-Ganz | Luzia Zberg          | Yvonne Schnorf-Wabel     |
| 1994 | Luzia Zberg        | Béatrice Angele      | Barbara Erdin-Ganz       |
| 1995 | Luzia Zberg        | Barbara Heeb         | Alexandra Bähler         |
| 1996 | Barbara Heeb       | Diana Rast           | Marcia Vouets-Eicher     |
| 1997 | Barbara Heeb       | Marcia Vouets-Eicher | Diana Rast               |
| 1998 | Karin Moebes       | Marcia Vouets-Eicher | Diana Rast               |
| 1999 | No se organizó     | No se organizó       | No se organizó           |
| 2000 | Nicole Brändli     | Priska Doppmann      | Marcia Vouets-Eicher     |
| 2001 | Priska Doppmann    | Karin Thürig         | Nicole Brändli           |
| 2002 | Karin Thürig       | Nicole Brändli       | Priska Doppmann          |
| 2003 | No se organizó     | No se organizó       | No se organizó           |
| 2004 | Karin Thürig       | Priska Doppmann      | Nicole Brändli           |
| 2005 | Karin Thürig       | Priska Doppmann      | Pascale Schnider         |
| 2006 | Karin Thürig       | Pascale Schnider     | Franziska Roethlin       |
| 2007 | Karin Thürig       | Priska Doppmann      | Pascale Schnider         |
| 2008 | Karin Thürig       | Sereina Trachsel     | Priska Doppmann          |
| 2009 | Karin Thürig       | Patricia Schwager    | Pascale Schnider         |
| 2010 | Pascale Schnider   | Patricia Schwager    | Marielle Saner-Guinchard |
| 2011 | Pascale Schnider   | Patricia Schwager    | Caroline Steffen         |
| 2012 | Patricia Schwager  | Jutta Stienen        | Andrea Wolfer            |
| 2013 | Patricia Schwager  | Doris Schweizer      | Jutta Stienen            |
| 2014 | Linda Indergand    | Doris Schweizer      | Nicole Hanselmann        |
| 2015 | Doris Schweizer    | Ramona Forchini      | Marcia Vouets-Eicher     |
| 2016 | Doris Schweizer    | Nicole Hanselmann    | Jutta Stienen            |
| 2017 | Marlen Reusser     | Marcia Vouets-Eicher | Nicole Hanselmann        |
| 2018 | Nicole Hanselmann  | Nicola Spirig        | Marcia Vouets-Eicher     |
| 2019 | Marlen Reusser     | Marcia Vouets-Eicher | Elise Chabbey            |
| 2020 | Marlen Reusser     | Elise Chabbey        | Kathrin Stirnemann       |
| 2021 | Marlen Reusser     | Melanie Maurer       | Fabienne Buri            |
| 2022 | Elena Hartmann     | Melanie Maurer       | Michelle Stark           |
| 2023 | Elena Hartmann     | Nicole Suter         | Michelle Stark           |
| 2024 | Elena Hartmann     | Noemi Rüegg          | Léa Stern                |
| 2025 | Marlen Reusser     | Jasmin Liechti       | Elena Hartmann           |